# Барков, Николай Сергеевич
Николай Сергеевич Барко́в (5 [18] декабря 1910 — 17 января 1998) — советский инженер, учёный, кандидат технических наук, участник проекта по созданию в СССР ядерного оружия, лауреат Сталинской премии.

## Биография
Родился 5 (18 декабря) 1910 года в посаде Клинцы (ныне Брянская область) в семье служащего.
Окончил восемь классов средней школы (1926), затем два курса Ульяновского профтехникума (1926—1928), один курс Саратовского индустриального техникума (1928—1929). В 1934 году окончил заочно Московский энергетический институт, получил квалификацию инженер-электромашиностроитель, затем учился до 1941 года в аспирантуре ВЭИ.
В 1932—1948 годы работал в Всесоюзном электротехническом институте:
- конструктор (1932—1934),
- инженер-конструктор (1934—1935),
- начальник конструкторского бюро (1935—1936),
- ведущий конструктор (1936—1937),
- начальник технического отдела (1937—1938),
- аспирант (1938—1941),
- ведущий конструктор лаборатории (1941—1942),
- ведущий конструктор и заведующий центральными мастерскими (1942—1943),
- ведущий конструктор лаборатории автоматики, руководитель группы центрального конструкторского бюро (1944—1947),
- старший научный сотрудник (1947—1948).

С сентября 1948 по март 1954 гjlf работал в КБ-11: старший научный сотрудник, начальник отдела (октябрь 1948), старший научный сотрудник (ноябрь 1953).
В марте 1954 гjlf откомандирован в распоряжение отдела кадров Главка. Работал в Институте автоматики и телемеханики АН СССР, зав. лабораторией № 2 (автоматизации производственных процессов). Кандидат технических наук (1947).

## Награды и звания
- орден Ленина (1949) — за разработку системы инициирования заряда из взрывчатых веществ, конструкции аппаратуры и системы автоматического зажигания для первой атомной бомбы
- Сталинская премия третьей степени (1951) — за творческий вклад в разработку новой аппаратуры и системы автоматического зажигания первых образцов атомных зарядов.

## Научные труды
- Бесконтактный исполнительный механизм повышенной чувствительности с трехфазным двигателем [Текст] / Кандидаты техн. наук О. И. Авен, Н. С. Барков, С. М. Доманицкий. — Москва : [б. и.], 1957. — 37 с. : ил.; 26 см.